# Levoncourt (Górny Ren)
Levoncourt – miejscowość i gmina we Francji, w regionie Grand Est, w departamencie Górny Ren.
Według danych na rok 1990 gminę zamieszkiwały 204 osoby, 39 os./km².